# Randevillers
Randevillers är en kommun i departementet Doubs i regionen Bourgogne-Franche-Comté i östra Frankrike. Kommunen ligger i kantonen Clerval som tillhör arrondissementet Montbéliard. År 2022 hade Randevillers 111 invånare.

## Befolkningsutveckling
Antalet invånare i kommunen Randevillers
Referens:INSEE